# Avas szálloda
Az Avas szálloda (korábban Korona Szálló, Kossuth Szálló) Miskolc régi szállodája a Széchenyi István utca 1. alatt, amely ma méltatlan állapotban vár teljes felújítására, megmentésére.

## Története
A mai szálloda helyén már állt a Korona szálló, ebben is tartották előadásaikat a városba érkező színtársulatok, például a Benke József-féle trupp, amelynek tagja volt Déryné Széppataki Róza is, és naplójában megemlékezett erről. A szállodát 1870-ben felújították, és 1883-ban a miskolci születésű Laborfalvi Róza itt ünnepelte pályafutása 50. évfordulóját, az eseményen természetesen jelen volt a férj, Jókai Mór is. A vendéglátók nagyszabású díszebédet adtak tiszteletükre a Korona nagytermében. 1893-ban a város lebontatta a szállót, hogy nagyobbat, korszerűbbet építsenek helyette. Felvetődött ugyan, hogy az új szállodát nem ide kellene építeni, hanem a Hunyadi utcára, de végül maradtak ennél a teleknél. Az építészeti terveket Adler Károly készítette el. Az épület főhomlokzata a Széchenyi utcára nézett, és a szálloda, miként a régi Korona is, rendelkezett egy belső udvarral, a helyiek szóhasználatában „kert”-tel. Az építést az Ursitz és Fia cég, a belső berendezést miskolci mesterek sora végezte. Az új Korona gyorsan felépült, 1894-ben már meg is nyitott.
A szálloda első bérlője Reidinger Béla volt, őt Bakos Károly követte, majd a legendás Böczögő József következett, aki országos hírre emelte a szállodát és konyháját. Erről a Magyarság című lap is beszámolt: „A város idegenforgalmának fellendítésében érdemei igen nagyok. Országos hírű szállodát és az ország határain túl is híres konyhát tartott fenn.” Böczögő 1934-ben a saját költségén felújította és korszerűsítette a szállót, Block Ármin és Stimm Lajos tervei szerint. Ekkor alakították ki a kettős utcafronti bejáratot, nyugati oldalán az előcsarnokból nyíló söntést és a kávéházat. A jobb oldali részen, a „hall”-ban volt a portás szoba és a telefonfülkék. A kertben étterem működött, pálmák és szökőkutak díszítették. A díszes nagyterem (később Fehér terem néven volt ismert) elegáns étteremnek adott otthont, a filmszínházat nagy területű bálteremként is használták. Böczögő József, aki a városban több más éttermet, kávéházat is vezetett, Miskolctapolcán a híres Anna szállót, 1938-ban csődbe ment, a város cserbenhagyta, és elment a városból. Utána a Janits testvérek vették át a szállodát, és egészen az államosításig ők vezették. Az államosításkor Kossuth szálloda lett a neve, amit 1953-ban Avas szállodára változtattak.
A szálloda földszinti térkialakítását 1955–1956-ban megváltoztatták, volt ott bisztró, éjszakai mulató (a „Piros”), grillétterem, a Fehér terem egyszerű éttermi és kávéházi feladatot kapott, az ún. „fapados”-ban  még közétkeztetést is végeztek. A kerthelyiségben filmvetítéseket, később könnyed színházi előadásokat is tartottak, de pálmái, szökőkútjai eltűntek. Az épület jobb oldali részében működött a miskolciak kedvelt Kossuth mozija. Az üzlethelyiségekben talponálló falatozó, kávézó, később számítástechnikai üzlet is működött.
A szállodát 1987. december 14-én bezárták, majd a privatizáció éveiben számos bérlő váltogatta egymást. Az épület állaga egyre romlott, de 1998-ban a budapesti székhelyű, olasz érdekeltségű Multicasa Consulting Kft. tulajdona lett. A cég kötelezettséget vállalt arra, hogy 1999 végéig teljesen felújítja az épületet. Elkészültek az épület felújítási tervei, de a munkálatokhoz nem fogtak hozzá. Az önkormányzat 2005-ben perrel próbálta visszaszerezni tulajdonjogát, de a befektetői ígéretekre figyelemmel a keresetétől elállt. Mire a befektető a finanszírozást megoldotta és bizonyos építkezések megkezdődtek, az Örökségvédelmi Hivatal a munkálatokat leállította, ami miatt a finanszírozó bank a kölcsönszerződéseket felmondta. Emiatt a kivitelező levonult, majd a befektető fizetésképtelensége miatt 2014 októberében a Multicasa Consulting Kft-vel szemben felszámolási eljárás indult. Az felszámoló 2015 tavaszán az ingatlant megvételre hirdette, s Miskolc önkormányzata megnyerve a pályázatot visszavásárolta az épületet.
Az épületet 2021-ben a Mathias Corvinus Collegium Alapítvány vásárolta meg, és tehetséggondozó központot kíván benne létrehozni. A régi épületszárny műemléki felújítása mellett egy további épületszárnnyal fogják bővíteni az épületkomplexumot.

## Leírása
Az épület földszintjén félköríves, míg emeletét egyenes záródású nyílások vannak. A három részre tagolt szálloda a középrizalitból és az oldalhomlokzatokból áll. Míg a rizaliton öt, addig az oldalain négy-négy ablak van. Tehát az épület 4+5+4 tengelyes. A középrizalit földszintjén a harmadik tengely kosáríves nyílása eltér a többitől, ez a szálló főbejárataként funkcionál.

## Képek

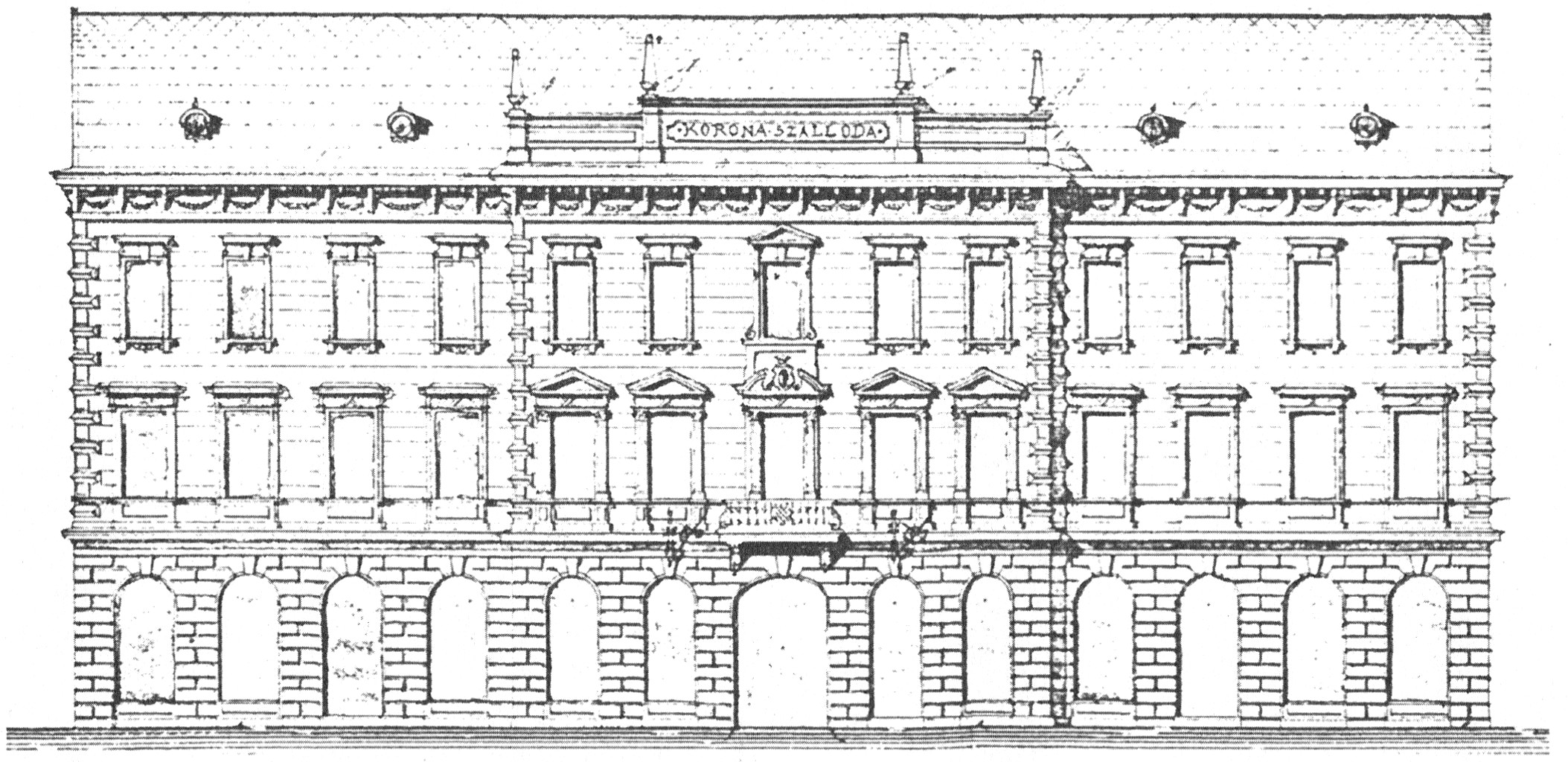
Adler Károly homlokzati rajza, 1896
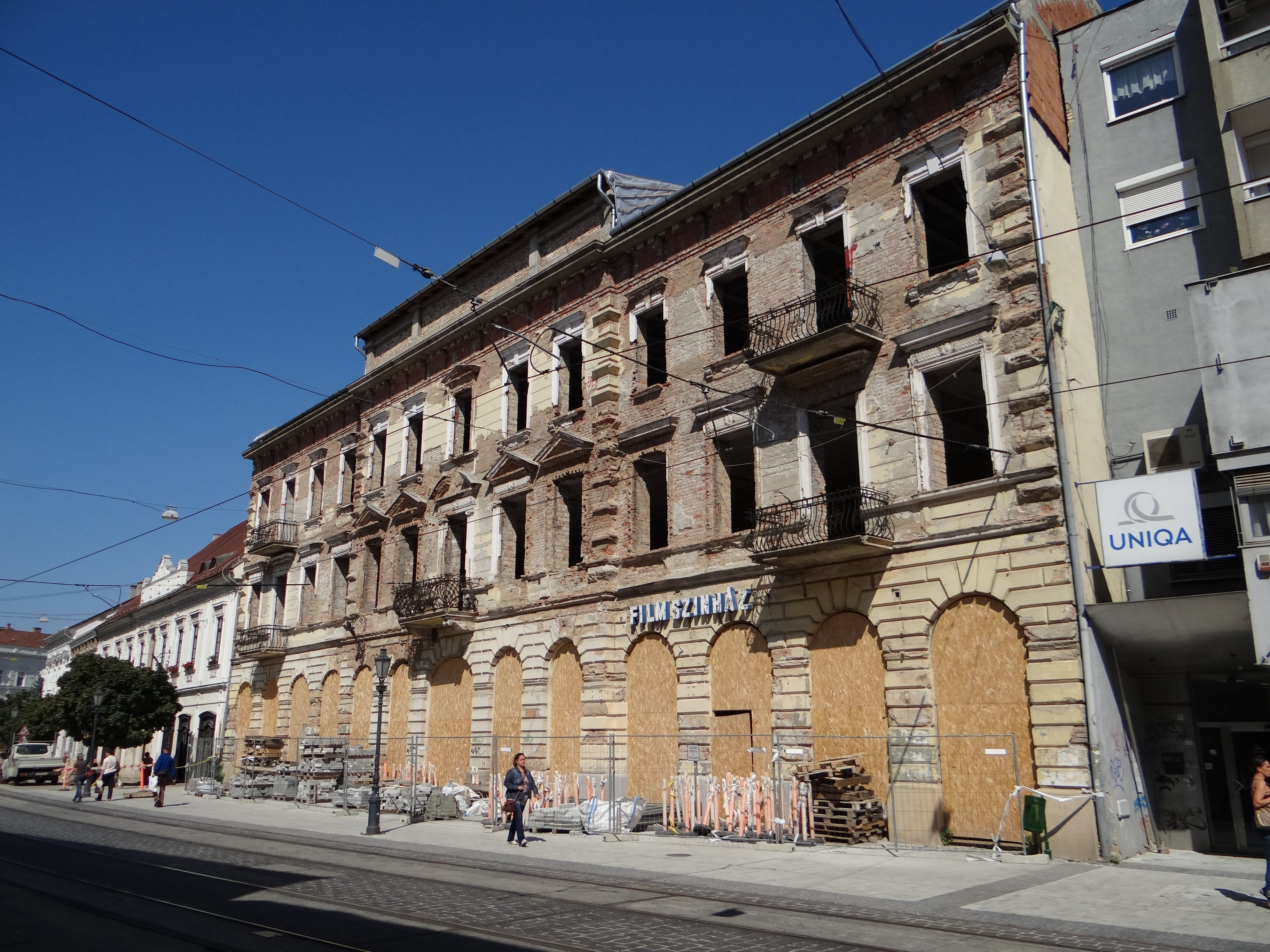
A romos szálloda 2013-ban